# Amphipholis misera
Amphipholis misera är en ormstjärneart som först beskrevs av Jean Baptiste François René Koehler 1899.  Amphipholis misera ingår i släktet Amphipholis och familjen trådormstjärnor. Inga underarter finns listade i Catalogue of Life.